# Guatteria scytophylla
Guatteria scytophylla är en kirimojaväxtart som beskrevs av Friedrich Ludwig Diels. Guatteria scytophylla ingår i släktet Guatteria och familjen kirimojaväxter. Inga underarter finns listade i Catalogue of Life.